# Ceny Sdružení filmových a televizních herců za nejlepší mužský herecký výkon v minisérii nebo TV filmu

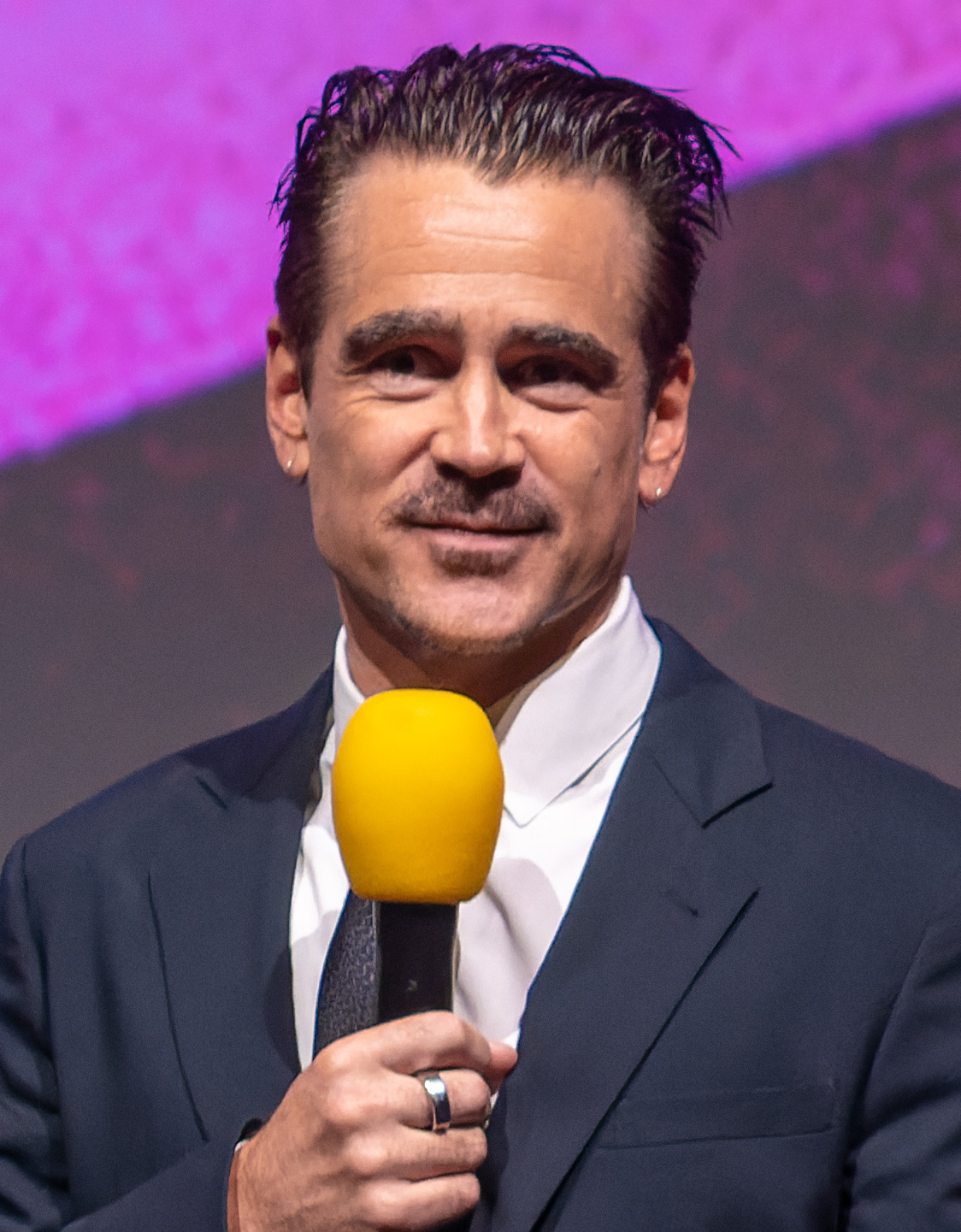
Colin Farrell, aktuální držitel ocenění

Ceny Sdružení filmových a televizních herců za nejlepší mužský herecký výkon v minisérii nebo TV filmu každoročně uděluje Americký odborový svaz herců a televizních a rozhlasových umělců (SAG-AFTRA).

## Vítězové a nominovaní

### 1994–1999
| Rok       | Vítězové a nominovaní      | Seriál                                     | Role                          |
| --------- | -------------------------- | ------------------------------------------ | ----------------------------- |
| 1994 (1.) | Raúl Juliá                 | Amazonie v plamenech                       | Chico Mendes                  |
| 1994 (1.) | James Garner               | The Rockford Files: I Still Love L.A.      | Jim Rockford                  |
| 1994 (1.) | John Malkovich             | Srdce temnoty                              | Colonel Kurtz                 |
| 1994 (1.) | Gary Sinise                | Svědectví                                  | Stu Redman                    |
| 1994 (1.) | Forest Whitaker            | Vnitřní nepřítel                           | Colonel MacKenzie "Mac" Casey |
| 1995 (2.) | Gary Sinise                | Prezident Truman                           | Harry S. Truman               |
| 1995 (2.) | Alec Baldwin               | Tramvaj do stanice Touha                   | Stanley Kowalski              |
| 1995 (2.) | Laurence Fishburne         | Letci z Tuskegee                           | Hannibal Lee                  |
| 1995 (2.) | James Garner               | The Rockford Files: A Blessing in Disguise | Jim Rockford                  |
| 1995 (2.) | Tommy Lee Jones            | Sympaťáci                                  | Hewey Calloway                |
| 1996 (3.) | Alan Rickman               | Rasputin                                   | Grigori Rasputin              |
| 1996 (3.) | Armand Assante             | Mafián                                     | John Gotti                    |
| 1996 (3.) | Beau Bridges               | Co skrývá Amerika                          | Bill Januson                  |
| 1996 (3.) | Robert Duvall              | Muž, který dopadl Eichmanna                | Adolf Eichmann                |
| 1996 (3.) | Ed Harris                  | Riders of the Purple Sage                  | Jim Lassiter                  |
| 1997 (4.) | Gary Sinise                | George Wallace                             | George Wallace                |
| 1997 (4.) | Jack Lemmon                | Dvanáct rozhněvaných mužů                  | Juror #8                      |
| 1997 (4.) | Sidney Poitier             | Mandela and de Klerk                       | Nelson Mandela                |
| 1997 (4.) | Ving Rhames                | Don King: Jenom v Americe                  | Don King                      |
| 1997 (4.) | George C. Scott            | Dvanáct rozhněvaných mužů                  | Člen poroty č. 3              |
| 1998 (5.) | Christopher Reeve          | Pohled z okna                              | Jason Kemp                    |
| 1998 (5.) | Charles S. Dutton          | Slepá víra                                 | Charles Williams              |
| 1998 (5.) | James Garner               | Mezi námi právníky                         | Norman Keane                  |
| 1998 (5.) | Ben Kingsley               | Oholený klenotník                          | Sweeney Todd                  |
| 1998 (5.) | Ray Liotta                 | Rat Pack                                   | Frank Sinatra                 |
| 1998 (5.) | Stanley Tucci              | Winchell                                   | Walter Winchell               |
| 1999 (6.) | Jack Lemmon                | Úterky s Morriem                           | Morris „Morrie“ Schwartz      |
| 1999 (6.) | Hank Azaria                | Úterky s Morriem                           | Mitch Albom                   |
| 1999 (6.) | Peter Fonda                | Posedlost Ayn Randové                      | Frank O’Connor                |
| 1999 (6.) | George C. Scott (posmrtně) | Kdo seje vítr                              | Matthew Harrison Brady        |
| 1999 (6.) | Patrick Stewart            | Vánoční koleda                             | Ebenezer Scrooge              |

### 2000–2009
| Rok        | Vítězové a nominovaní | Seriál                                                     | Role                              |
| ---------- | --------------------- | ---------------------------------------------------------- | --------------------------------- |
| 2000 (7.)  | Brian Dennehy         | Smrt obchodního cestujícího                                | Willy Loman                       |
| 2000 (7.)  | Alec Baldwin          | Norimberk                                                  | Justice Robert H. Jackson         |
| 2000 (7.)  | Brian Cox             | Norimberk                                                  | Hermann Göring                    |
| 2000 (7.)  | Danny Glover          | Píseň svobody                                              | Will Walker                       |
| 2000 (7.)  | John Lithgow          | Don Quijote                                                | Don Quijote                       |
| 2000 (7.)  | James Woods           | Špinavá záležitost                                         | Dennis Barrie                     |
| 2001 (8.)  | Ben Kingsley          | Deník Anne Frankové                                        | Otto Frank                        |
| 2001 (8.)  | Alan Alda             | ClubLand                                                   | Willie Walters                    |
| 2001 (8.)  | Richard Dreyfuss      | Zastřelte Reagana                                          | Alexander Haig                    |
| 2001 (8.)  | James Franco          | James Dean                                                 | James Dean                        |
| 2001 (8.)  | Gregory Hines         | Nejslavnější tanečník                                      | Bill „Bojangles“ Robinson         |
| 2002 (9.)  | William H. Macy       | Od dveří ke dveřím                                         | Bill Porter                       |
| 2002 (9.)  | Albert Finney         | Stahující se mračna                                        | Winston Churchill                 |
| 2002 (9.)  | Brad Garrett          | Gleason                                                    | Jackie Gleason                    |
| 2002 (9.)  | Sean Hayes            | Martin a Lewis                                             | Jerry Lewis                       |
| 2002 (9.)  | John Turturro         | Blázinec pondělní noci                                     | Howard Cosell                     |
| 2003 (10.) | Al Pacino             | Andělé v Americe                                           | Roy Cohn                          |
| 2003 (10.) | Justin Kirk           | Andělé v Americe                                           | Prior Walter / Leatherman in Park |
| 2003 (10.) | Paul Newman           | Our Town                                                   | Stage Manager                     |
| 2003 (10.) | Forest Whitaker       | Černí bojovníci                                            | Marcus Clay                       |
| 2003 (10.) | Jeffrey Wright        | Andělé v Americe                                           | různé postavy                     |
| 2004 (11.) | Geoffrey Rush         | Život a smrt Petera Sellerse                               | Peter Sellers                     |
| 2004 (11.) | Jamie Foxx            | Vykoupení                                                  | Stanley Williams                  |
| 2004 (11.) | William H. Macy       | Anděl strážný                                              | Charlie Gigot                     |
| 2004 (11.) | Barry Pepper          | 3: Dale Earnhardtův příběh                                 | Dale Earnhardt                    |
| 2004 (11.) | Jon Voight            | Pět starých známých                                        | Eddie                             |
| 2005 (12.) | Paul Newman           | Zánik Empire Falls                                         | Max Roby                          |
| 2005 (12.) | Kenneth Branagh       | Warm Springs                                               | Franklin D. Roosevelt             |
| 2005 (12.) | Ted Danson            | Jezdci z jižního Bronxu                                    | David MacEnulty                   |
| 2005 (12.) | Ed Harris             | Zánik Empire Falls                                         | Miles Roby                        |
| 2005 (12.) | Christopher Plummer   | Vlajky našich otců                                         | Cardinal Bernard Law              |
| 2006 (13.) | Jeremy Irons          | Královna Alžběta                                           | Robert Dudley                     |
| 2006 (13.) | Thomas Haden Church   | Prolomená stezka                                           | Tom Harte                         |
| 2006 (13.) | Robert Duvall         | Prolomená stezka                                           | Prentice Ritter                   |
| 2006 (13.) | William H. Macy       | Nightmares & Dreamscapes: From the Stories of Stephen King | Det. Clyde Umney / Sam Landry     |
| 2006 (13.) | Matthew Perry         | The Ron Clark Story                                        | Ron Clark                         |
| 2007 (14.) | Kevin Kline           | Jak se Vám líbí                                            | Jacques                           |
| 2007 (14.) | Michael Keaton        | V síti CIA                                                 | James Jesus Angleton              |
| 2007 (14.) | Oliver Platt          | The Bronx Is Burning                                       | George Steinbrenner               |
| 2007 (14.) | Sam Shepard           | Ruffian                                                    | Frank Whiteley                    |
| 2007 (14.) | John Turturro         | The Bronx Is Burning                                       | Billy Martin                      |
| 2008 (15.) | Paul Giamatti         | John Adams                                                 | John Adams                        |
| 2008 (15.) | Ralph Fiennes         | Bernard a Doris                                            | Bernard Lafferty                  |
| 2008 (15.) | Kevin Spacey          | Nové sčítání hlasů                                         | Ron Klain                         |
| 2008 (15.) | Kiefer Sutherland     | 24 hodin: Vykoupení                                        | Jack Bauer                        |
| 2008 (15.) | Tom Wilkinson         | John Adams                                                 | Benjamin Franklin                 |
| 2009 (16.) | Kevin Bacon           | Poslední cesta                                             | Michael Strobl                    |
| 2009 (16.) | Cuba Gooding Jr.      | Zlaté ruce: Příběh Bena Carsona                            | Ben Carson                        |
| 2009 (16.) | Jeremy Irons          | Georgia O'Keeffeová                                        | Alfred Stieglitz                  |
| 2009 (16.) | Kevin Kline           | Cyrano z Bergeracu                                         | Cyrano de Bergerac                |
| 2009 (16.) | Tom Wilkinson         | Jen číslo                                                  | Salter                            |

### 2010–2019
| Rok        | Vítězové a nominovaní | Seriál                                                    | Role                                      |
| ---------- | --------------------- | --------------------------------------------------------- | ----------------------------------------- |
| 2010 (17.) | Al Pacino             | Doktor Smrt                                               | Dr. Jack Kevorkian                        |
| 2010 (17.) | John Goodman          | Doktor Smrt                                               | Neal Nicol                                |
| 2010 (17.) | Dennis Quaid          | Zvláštní vztahy                                           | Bill Clinton                              |
| 2010 (17.) | Édgar Ramírez         | Carlos                                                    | Ilich Ramírez Sánchez / Carlos the Jackal |
| 2010 (17.) | Patrick Stewart       | Macbeth                                                   | Macbeth                                   |
| 2011 (18.) | Paul Giamatti         | Velká krize                                               | Ben Bernanke                              |
| 2011 (18.) | Laurence Fishburne    | Thurgood                                                  | Thurgood Marshall                         |
| 2011 (18.) | Greg Kinnear          | Kennedyové                                                | John F. Kennedy                           |
| 2011 (18.) | Guy Pearce            | Mildred Pierceová                                         | Monty Beragon                             |
| 2011 (18.) | James Woods           | Velká krize                                               | Richard S. Fuld Jr.                       |
| 2012 (19.) | Kevin Costner         | Hatfieldovi a McCoyovi                                    | Devil Anse Hatfield                       |
| 2012 (19.) | Woody Harrelson       | Prezidentské volby                                        | Steve Schmidt                             |
| 2012 (19.) | Ed Harris             | Prezidentské volby                                        | John McCain                               |
| 2012 (19.) | Clive Owen            | Hemingway a Gellhornová                                   | Ernest Hemingway                          |
| 2012 (19.) | Bill Paxton           | Hatfieldovi a McCoyovi                                    | Randolph McCoy                            |
| 2013 (20.) | Michael Douglas       | Liberace!                                                 | Liberace                                  |
| 2013 (20.) | Matt Damon            | Liberace!                                                 | Scott Thorson                             |
| 2013 (20.) | Jeremy Irons          | V kruhu koruny: Richard II.                               | King Henry IV                             |
| 2013 (20.) | Rob Lowe              | Vražda prezidenta Kennedyho                               | John F. Kennedy                           |
| 2013 (20.) | Al Pacino             | Phil Spector                                              | Phil Spector                              |
| 2014 (21.) | Mark Ruffalo          | Stejná srdce                                              | Ned Weeks                                 |
| 2014 (21.) | Adrien Brody          | Houdini                                                   | Harry Houdini                             |
| 2014 (21.) | Benedict Cumberbatch  | Sherlock - Poslední přísaha                               | Sherlock Holmes                           |
| 2014 (21.) | Richard Jenkins       | Olive Kitteridgeová                                       | Henry Kitteridgeová                       |
| 2014 (21.) | Billy Bob Thornton    | Fargo                                                     | Lorne Malvo                               |
| 2015 (22.) | Idris Elba            | Luther                                                    | John Luther                               |
| 2015 (22.) | Ben Kingsley          | Tut                                                       | Ay                                        |
| 2015 (22.) | Ray Liotta            | Hrdinové od Alama                                         | Lorca / Tom Mitchell                      |
| 2015 (22.) | Bill Murray           | A Very Murray Christmas                                   | Sám sebe                                  |
| 2015 (22.) | Mark Rylance          | Wolf Hall                                                 | Thomas Cromwell                           |
| 2016 (23.) | Bryan Cranston        | Nástupce                                                  | Lyndon B. Johnson                         |
| 2016 (23.) | Riz Ahmed             | Jedna noc                                                 | Nasir „Naz“ Khan                          |
| 2016 (23.) | Sterling K. Brown     | American Crime Story                                      | Christopher Darden                        |
| 2016 (23.) | John Turturro         | Jedna noc                                                 | John Stone                                |
| 2016 (23.) | Courtney B. Vance     | American Crime Story                                      | Johnnie Cochran                           |
| 2017 (24.) | Alexander Skarsgård   | Sedmilhářky                                               | Perry Wright                              |
| 2017 (24.) | Benedict Cumberbatch  | Sherlock - Skomírající detektiv                           | Sherlock Holmes                           |
| 2017 (24.) | Robert De Niro        | Čaroděj ze země lží                                       | Bernard Madoff                            |
| 2017 (24.) | Geoffrey Rush         | Génius                                                    | Albert Einstein                           |
| 2017 (24.) | Jeff Daniels          | Godless                                                   | Frank Griffin                             |
| 2018 (25.) | Darren Criss          | The Assassination of Gianni Versace: American Crime Story | Andrew Cunanan                            |
| 2018 (25.) | Antonio Banderas      | Génius – Picasso                                          | Pablo Picasso                             |
| 2018 (25.) | Bill Pullman          | Hříšnice                                                  | Harry Ambrose                             |
| 2018 (25.) | Anthony Hopkins       | Král Lear                                                 | král Lear                                 |
| 2018 (25.) | Hugh Grant            | Skandál po anglicku                                       | Jeremy Thorpe                             |
| 2019 (26.) | Sam Rockwell          | Fosse/Verdon                                              | Bob Fosse                                 |
| 2019 (26.) | Mahershala Ali        | Temný případ                                              | Wayne Hays                                |
| 2019 (26.) | Russell Crowe         | Nejsilnější hlas                                          | Roger Ailes                               |
| 2019 (26.) | Jared Harris          | Čenobyl                                                   | Valery Legasov                            |
| 2019 (26.) | Jharrel Jerome        | Když nás vidí                                             | Korey Wise                                |

### 2020–2029
| Rok        | Vítězové a nominovaní | Seriál                                      | Role                                  |
| ---------- | --------------------- | ------------------------------------------- | ------------------------------------- |
| 2020 (27.) | Mark Ruffalo          | Bludné kruhy                                | Dominick a Thomas Birdsey             |
| 2020 (27.) | Bill Camp             | Dámský gambit                               | William Shaibel                       |
| 2020 (27.) | Daveed Diggs          | Hamilton                                    | Marquis de Lafayette/Thomas Jefferson |
| 2020 (27.) | Hugh Grant            | Mělas to vědět                              | Jonathan Fraser                       |
| 2020 (27.) | Ethan Hawke           | The Good Lord Bird                          | John Brown                            |
| 2021 (28.) | Michael Keaton        | Absťák                                      | Dr. Samuel Finnix                     |
| 2021 (28.) | Murray Bartlett       | Bílý lotos                                  | Armond                                |
| 2021 (28.) | Oscar Isaac           | Scény z manželského života                  | Jonathan Levy                         |
| 2021 (28.) | Ewan McGregor         | Halston                                     | Halston                               |
| 2021 (28.) | Evan Peters           | Mare z Easttownu                            | Colin Zabel                           |
| 2022 (29.) | Sam Elliott           | 1883                                        | Shea Brennan                          |
| 2022 (29.) | Steve Carell          | Pacient                                     | Alan Strauss                          |
| 2022 (29.) | Taron Egerton         | Volavka                                     | James „Jimmy“ Keane                   |
| 2022 (29.) | Paul Walter Hauser    | Volavka                                     | Lawrence „Larry“ Hall                 |
| 2022 (29.) | Evan Peters           | Monstrum: Příběh Jeffreyho Dahmera          | Jeffrey Dahmer                        |
| 2023 (30.) | Steven Yeun           | Ve při                                      | Daniel „Danny“ Cho                    |
| 2023 (30.) | Matt Bomer            | Souputníci                                  | Hawkins „Hawk“ Fuller                 |
| 2023 (30.) | Jon Hamm              | Fargo                                       | šerif Roy Tillman                     |
| 2023 (30.) | David Oyelowo         | Strážci zákona: Bass Reeves                 | Bass Reeves                           |
| 2023 (30.) | Tony Shalhoub         | Můj přítel Monk: Poslední případ            | Adrian Monk                           |
| 2024 (31.) | Colin Farrell         | Tučňák                                      | Oswald „Oz“ Cobb / The Penguin        |
| 2024 (31.) | Javier Bardem         | Monstra: Příběh Lylea a Erika Menendezových | José Menendez                         |
| 2024 (31.) | Richard Gadd          | Sobík                                       | Donny Dunn                            |
| 2024 (31.) | Kevin Kline           | Dokonalý cizinec                            | Stephen Brigstocke                    |
| 2024 (31.) | Andrew Scott          | Ripley                                      | Tom Ripley                            |

## Herci s více vítězstvími
2 vítězství
- Paul Giamatti
- Al Pacino
- Gary Sinise
- Mark Ruffalo